# Nitruro de aluminio y galio
El nitruro de aluminio y galio (AlGaN) es un material semiconductor. Se trata de una aleación de nitruro de aluminio y nitruro de galio.
La banda prohibida del AlxGa1-xN puede variar entre 3,4 eV (xAl=0) y 6,2 eV (xAl=1).
El AlGaN se utiliza para fabricar diodos emisores de luz que funcionan en la región del azul al ultravioleta, donde se han alcanzado longitudes de onda de hasta 250 nm (UV lejano) y, según algunos informes, de hasta 222 nm. También se utiliza en láseres semiconductores azules.
También se utiliza en detectores de radiación ultravioleta y en transistores de alta movilidad electrónica AlGaN/GaN.
El AlGaN suele utilizarse junto con el nitruro de galio o el nitruro de aluminio, formando heterouniones.
Las capas de AlGaN suelen crecer sobre nitruro de galio, sobre zafiro o (111) Si, casi siempre con capas adicionales de GaN. 

## Aspectos de seguridad y toxicidad
La toxicología del AlGaN no se ha investigado a fondo. El polvo de AlGaN es irritante para la piel, los ojos y los pulmones. Recientemente se ha informado en una revisión de los aspectos medioambientales, sanitarios y de seguridad de las fuentes de nitruro de aluminio y galio (como el trimetilgalio y el amoníaco) y de los estudios de control de higiene industrial de las fuentes MOVPE estándar.